# Sông Kwango
Cuango hay Kwango (tiếng Bồ Đào Nha: Rio Cuango) là một sông xuyên biên giới giữa Angola và Cộng hòa Dân chủ Congo. Đây là chi lưu tả ngạn dài nhất của sông Kasai tại lưu vực sông Congo. Sông chảy qua thị trấn Malanje tại Angola. Lưu vực sông Kwango giảu tài nguyên kim cương tại Chitamba-Lulo Kimberlite Cluster ở tỉnh Lunda Norte, được khám phá ra tại dòng chính của sông và trên các vùng đất bằng phẳng và bậc thang tại vùng đồng bằng ngập lụt của nó.
Cuango khởi nguồn từ cao nguyên Alto Chicapa tại tỉnh Lunda Sul, chảy theo hướng bắc, qua biên giới Cộng hòa Dân chủ Congo, và hợp vào sông Kasai gần thị trấn Bandundo, một chi lưu của sông Congo.
Sông có chiều dài 1.100 kilômét (680 mi) từ khởi nguồn đến nơi hợp lưu vào sông Congo, trong đó 855 kilômét (531 mi) nằm trên lãnh thổ Angola. Tổng diện tích lưu vực sông là 263.500 kilômét vuông (101.700 dặm vuông Anh). Các chi lưu của sông là Wamba, Kwilu, Kwilu.
Cuango có nhiều thác ghềnh. Tàu thuyền có thể thông hành ở phần hạ lưu của sông, kéo dài 307 kilômét (191 mi) từ cửa sông đến ghềnh Kingushi. Phần trung du của sông cũng có thể thông hành một phần giữa Kingushi và thác Franz Josef với khoảng cách 300 kilômét (190 mi). Lưu lượng trung bình hàng năm ở phần hạ du của sông là 2.700 mét khối (95.000 ft khối)/s